# Neutrogena
Neutrogena était une entreprise américaine de cosmétique, fondée en 1930 par Emanuel Stolaroff, puis rachetée en 1994 par l'entreprise Johnson & Johnson. Aujourd'hui, Neutrogena est une marque qui commercialise des produits d'hygiène (hydratation de la peau, produits lavants) dans près de 70 pays, dont la France. Le siège social de l'entreprise se trouve à Los Angeles en Californie.
Le slogan de la firme est See what's possible (en) traduit en français par Réalisons tous les possibles.

## Liste des égéries
Neutrogena a recruté de nombreuses célébrités pour réaliser des publicités, aussi bien sur des affiches qu'à la télévision. Voici quelques célébrités ayant participé à une publicité (classées par ordre alphabétique) :
- Gemma Arterton
- Mischa Barton
- Josie Bissett
- Julie Bowen
- John Cena
- Sandra Echeverria
- Jennifer Freeman
- Jennifer Garner
- Angie Harmon
- Jennifer Love Hewitt
- Vanessa Hudgens
- Kristin Kreuk
- Diane Lane
- Natascha McElhone
- Mandy Moore
- Connie Nielsen
- Hayden Panettiere
- Emma Roberts
- Gabrielle Union
- Kerry Washington
- Olivia Holt
- Nicole Kidman